# Кулуми
Кулуми (на гръцки: Κουλούμι, катаревуса Κουλούμιον, Кулумион) е село в Република Гърция, област Пелопонес, дем Източен Мани. Селото има население от 23 души.

## Личности
Родени в Кулуми
- Петрос Малеврис, гръцки офицер, деец на Гръцката въоръжена пропаганда в Македония